# Place Saint-Joseph
La Place Saint-Joseph  est une place de Lille, dans le Nord, en France.

## Situation et accès
Il s'agit de l'une des places du quartier du Vieux-Lille qui se situe dans le prolongement de la rue Saint-Joseph, pour déboucher sur la rue des Bonnes-Rappes et la rue à Claques.